# أماندين ليونو
أماندين ليونو (بالفرنسية: Amandine Leynaud)‏
```
مواليد 
2 مايو
 
1986
 في 
فرنسا
، هي لاعبة 
كرة يد
 فرنسية تلعب كحارس مرمى. مثلت 
منتخب فرنسا لكرة اليد للسيدات
. شاركت في دورة 
الألعاب الأولمبية الصيفية
 سنة 2008.
[
2
]
```

## سجل المنافسة
شاركت في البطولات التالية:
- الألعاب الأولمبية الصيفية 2012
- الألعاب الأولمبية الصيفية 2016
- بطولة العالم لكرة اليد للسيدات 2011
- بطولة العالم لكرة اليد للسيدات 2013
- بطولة العالم لكرة اليد للسيدات 2015
- بطولة أوروبا لكرة اليد للسيدات 2014
- بطولة أوروبا لكرة اليد للسيدات 2016

## الميداليات
| الميدالية | المسابقة                            |
| --------- | ----------------------------------- |
| فضية      | الألعاب الأولمبية الصيفية 2016      |
| فضية      | بطولة العالم لكرة اليد للسيدات 2009 |
| فضية      | بطولة العالم لكرة اليد للسيدات 2011 |
| برونزية   | بطولة أوروبا لكرة اليد للسيدات 2016 |

## روابط خارجية
- أماندين ليونو على موقع الاتحاد الأوروبي لكرة اليد (الإنجليزية)
- أماندين ليونو على موقع اللجنة الأولمبية الدولية (الإنجليزية)
- أماندين ليونو على موقع أوليمبيديا (الإنجليزية)
- أماندين ليونو على موقع اللجنة الأولمبية الفرنسية (مؤرشف) (الفرنسية)